# Ким До Хён (футболист, 1994)
Ким До Хён (кор. 김도현; англ. Kim Do-hyun; 9 апреля 1994) — южнокорейский футболист, центральный и опорный полузащитник.

## Биография
В юности семь лет жил в Японии. В начале карьеры выступал в студенческих соревнованиях за команду японского Университета Кюсю, а затем за клуб третьего дивизиона Южной Кореи «Коян Ситизен». В 2017 году перебрался в Европу, где в первое время числился в клубах низших дивизионов Сербии и Хорватии «Бежания» и «Дуго Село».
В феврале 2018 года перешёл в клуб второго дивизиона Словении «Крка», где выступал два года, сыграв за это время 56 матчей и забив 16 голов в чемпионате. В сезоне 2018/19 забил 10 голов и вошёл в десятку лучших снайперов второго дивизиона. В начале 2020 года перешёл в клуб высшего дивизиона Словении «Домжале». Дебютировал в элите 23 февраля 2020 года в матче против «Муры», заменив на 81-й минуте Янеза Пишека. За «Домжале» сыграл 12 матчей в чемпионате, из них лишь три раза выходил в стартовом составе. В октябре 2020 года был отдан в годичную аренду в другой клуб высшего дивизиона — «Алюминий», где сыграл 21 матч. Летом 2021 года перешёл в клуб второго дивизиона Словении «Триглав», провёл в нём полтора сезона и в сезоне 2021/22 стал вторым призёром турнира.
В начале 2023 года перешёл в клуб высшей лиги Эстонии «Нарва-Транс». Однако уже летом кореец покинул команду, успев помочь ей завоевать Кубок страны, забив гол в финале.

## Достижения
- Обладатель Кубка Эстонии: 2022/23.

## Личная жизнь
Женат на словенке.